# Лахорская резолюция
Лахорская резолюция (англ. Lahore Resolution; урду قرارداد لاہور‎, Qarardad-e-Lahore; бенг. লাহোর প্রস্তাব, Lahor Prostab) — резолюция о размежевании индуистов с мусульманами, которая была принята во время ежегодной сессии Всеиндийской мусульманской лиги в Лахоре, проходившей с 22 марта по 24 марта 1940 года. Эта сессия оказалась исторической. В первый день работы сессии, Мухаммад Али Джинна рассказал о событиях последних нескольких месяцев: в импровизированной речи он представил свои собственные пути решения мусульманской проблемы в Британской Индии. Он сказал, что различия между индуистами и мусульманами столь велики, что их объединение в рамках одного центрального правительства было бы полно серьёзных рисков.

## Резолюция

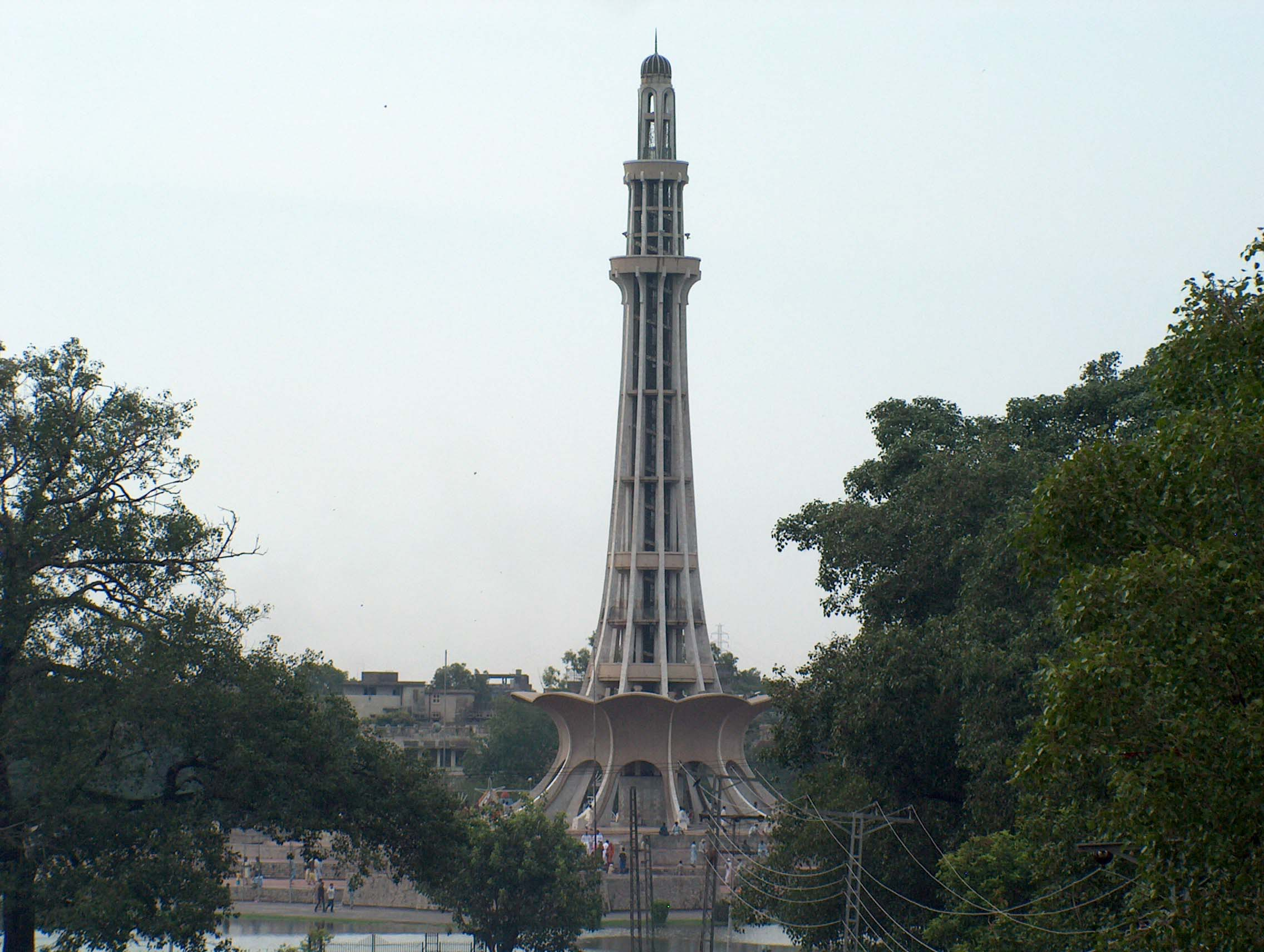
Башня Минар-э-Пакистан построена в честь 20-летия подписания резолюции

По словам Джинны: «Индуисты и мусульмане принадлежат к двум различным религиям, философиям и социальным обычаям. Они не могут между собой заключать браки, обедать в одном заведении, соответственно они принадлежат к двум разным цивилизациям, которые основаны на различных идеях и концепциях. Их представления о жизни различны. Совершенно ясно, что индусы и мусульмане черпают вдохновение из разных источников истории».
В принятой резолюции отмечался раздел Британской Индии по религиозному принципу, предполагалось отделить области, в которых мусульмане составляли численный перевес (на северо-западе Индии и на востоке, соответственно).
В резолюции отвергалась концепция Объединённой Индии и прямо указывалась необходимость создания независимого мусульманского государства, состоящего из Пенджаба, Северо-Западной пограничной провинции, Синда и Белуджистана на северо-западе, Бенгалии и Ассама на востоке.
Резолюция была принята 24 марта 1940 года. Она заложила только принципы будущего устройства мусульманского государства, а детали должны были быть разработаны в будущем. Именно на основе этой резолюции, в 1946 году Мусульманская лига решила пойти на создание одного государства для мусульман, а не двух.

## Статьи по теме
- Золотарёва, А. А. Лахорская резолюция 1940 г. и сикхи Панджаба (неопр.) // Научные ведомости Белгородского государственного университета. — 2014. — Т. 29, № 1 (172. — С. 52—58.